# Fritz David
Fritz David, född Ilja-David Israilevitj Krugljanskij (ryska: Илья-Давид Израилевич Круглянский) 25 oktober 1897 i Novozybkov i närheten av Vilnius, död 25 augusti 1936 i Moskva, var en sovjetisk bolsjevikisk politiker. Han var funktionär inom Komintern och KPD. Han var därtill NKVD-agent.

## Biografi
Fritz David var initialt mensjevik med sändes år 1926 till Tyskland, där han anslöt sig till Revolutionäre Gewerkschafts-Opposition (RGO), en kommunistisk organisation inom Freie Gewerkschaften, en sammanslutning av socialistiska fackföreningar. Han blev sekreterare för publikationen Der Kampf och var 1928–1932 chefredaktör för Die Rote Fahne. Sistnämnda år publicerade David boken Der Bankrott des Reformismus.
I samband med den stora terrorn greps David i maj 1936 och åtalades vid den första Moskvarättegången den 19–24 augusti 1936; enligt åtalet hade han tillsammans med andra tillhört en terrororganisation under Trotskijs ledning. David dömdes till döden och avrättades genom arkebusering den 25 augusti 1936. Davids och de andra avrättades kroppar kremerades och deras aska begravdes på Donskojs begravningsplats.
David rehabiliterades år 1988.